# Saruman
Saruman Bijeli je bio poglavar petorice Istara poslanih iz Valinora da pomognu slobodnim narodima Međuzemlja suprotstaviti se zlu koje je ostalo za Morgothom. Bio je iz reda Auleovih Maiara te se posebno zanimao za Prsten. S vremenom je ta opsesija iskrivila njegovo djelovanje te je izdao Vijeće Mudrih i udružio se sa Sauronom. Boravio je u nekadašnjem gradu utvrdi Gondora, Isengardu gdje zarobljava Gandalfa. Gwaihir gospodar orlova u Međuzemlju spasio je Gandalfa. Saruman je podigao vojsku moćnih Uruk-haia jačih od običnih orkova te su mogli podnijeti svjetlo dana. Napao je Rohan i u bitci u Helmovoj klisuri izgubio. Povukao se u Isengard gdje ga Enti pod vodstvom Drvobradaša zarobljavaju. Nakon nekog vremena puštaju ga na slobodu jer je ostao bez svojih moći. Da bi se osvetio hobitima koji su sudjelovali u Ratu za prsten snagom svoje zlobe učinio je mnoge loše stvari u Okrugu dok se družina nije vratila i porazila ga. Pogiba u Shireu od ruke svog dugogodišnjeg pomagača Gujoslova.